# Аскинский заказник
Аскинский заказник (баш. Асҡын заказнигы) — государственный природный зоологический заказник республиканского значения, расположенный в Аскинском районе Республики Башкортостан.

## Обзор
Заказник организован в соответствии с Постановлением Совета Министров Башкирской АССР от 20 июня 1963 года N 378. Постановлением Правительства Республики Башкортостан от 25 августа 2005 года N 189 заказник закреплен за государственным бюджетным учреждением «Дирекция по особо охраняемым природным территориям Республики Башкортостан». Заказник образован с целью сохранения и увеличения численности ценных видов диких животных.
Заказник расположен на землях лесного фонда. Площадь заказника составляет 16600 га.
Животный мир заказника представлен более чем 50 видами млекопитающих и почти 150 видами птиц, из которых свыше 50 — охотничьи животные. Основными охраняемыми видами на территории заказника являются лось, косуля, кабан, медведь, рысь, барсук, выдра, норка американская, куница, лисица, заяц-беляк, боровая дичь. Ихтиофауна представлена следующими видами рыб: щука, окунь, ерш, елец, подуст, уклейка. Из видов, занесённых в Красную книгу Республики Башкортостан, — хариус, выдра, норка европейская.